# Amphignathodontidae
Amphignathodontidae is een familie van amfibieën uit de orde kikkers (Anura). De familie wordt echter niet meer erkend, de soorten die tot deze groep behoorden worden tegenwoordig tot de familie Hemiphractidae gerekend.
Tot de groep behoorden alle buidelkikkers, die de eieren onder de huid laten ontwikkelen.